# Леопольд III (король Бельгии)
Леопольд III (полное имя Филипп Леопольд Шарль Альбер Меинрад Хуберт Мария Мигель, фр. Léopold Philippe Charles Albert Meinrad Hubertus Marie Miguel, нидерл. Leopold Filips Karel Albert Meinrad Hubertus Maria Miguel; 3 ноября 1901[…], дворец маркиза Ассше — 25 сентября 1983[…], Волюве-Сен-Ламбер, Бельгия) — бельгийский государственный деятель. Король Бельгии с 17 февраля 1934 года по 16 июля 1951 года. 
Во время Второй мировой войны отказался бежать из страны, из-за чего в последующие годы его обвиняли в сотрудничестве с оккупационной администрацией.

## Биография

### До войны
Сын короля Бельгии и героя Первой мировой войны 1914 - 1918 гг. Альберта I.
Во время войны будучи кронпринцем служил в 12-м полку рядовым. 
В феврале 1934 года Леопольд вступил на престол Бельгии после трагической гибели своего отца - альпиниста в Арденнских горах. 
В 1926 году Леопольд женился на шведской принцессе Астрид Бернадот. Она была очень популярна среди бельгийцев, однако также трагически погибла спустя всего год после вступления мужа на престол. 
29 августа 1935 года во время автомобильной поездки на отдыхе в Швейцарии в Кюснахт-ам-Риги, кантон Швиц, на берегу Люцернского озера Леопольд не справился с управлением, и машина упала в озеро; король сумел выбраться, но спасти королеву не удалось. Астрид оставила Леопольду дочь Жозефину Шарлотту и двух сыновей, будущих королей Бельгии Бодуэна I и Альберта II. В момент гибели она была беременна четвёртым ребёнком.

### Вторая мировая война
Во время Второй мировой войны 10 мая 1940 года в Бельгию вторглись германские войска. После капитуляции бельгийской армии правительство отправилось в Париж, а оттуда в Лондон, но Леопольд остался в Брюсселе и не возглавил правительство в изгнании, в отличие от королевы Нидерландов Вильгельмины или, впоследствии, короля Норвегии Хокона VII. Это вызвало обвинения короля в коллаборационизме со стороны собственного правительства и премьер-министра Франции Поля Рейно, которые отказались признавать его права на престол. Германская администрация Бельгии также лишила его фактической власти и посадила короля под домашний арест в брюссельском дворце.
11 сентября 1941 года вдовствующий король Леопольд вступил во второй морганатический брак с Лилиан Байльс (1916—2002). О браке было официально объявлено лишь в декабре, причём король дал ей титул принцессы де Рети, а не королевы. Известие о новом браке короля испортило его репутацию в глазах подданных, которые любили Астрид и обвиняли мужа в её гибели.
В январе 1944 года Леопольд написал «политическое завещание», в котором не упоминал о Сопротивлении и выступал с обвинениями в адрес собственного правительства, как ответственного за катастрофу, и союзников. Осенью 1944 года Леопольд со второй семьёй под вооружённой охраной СС был вывезен в Хиршштайн, а потом переведён в Штробль под Зальцбургом. По просьбе матери короля королева Нидерландов Вильгельмина начала переговоры о сделке с нацистами, чтобы спасти бельгийскую королевскую семью. Вильгельмина попросила своего министра иностранных дел в изгнании в Лондоне Элко ван Клеффенса «выяснить» через Ватикан, можно ли предложить высокопоставленным нацистам путь к бегству в обмен на освобождение бельгийской королевской семьи. Таким образом королева приняла участие в переговорах о переправке нацистских преступников в Латинскую Америку. Этим путем смогли сбежать от суда Адольф Эйхман, Йозеф Менгеле и Клаус Барби. Однако освобождение Леопольда таким образом не произошло.  Его освободила американская армия в мае 1945 года.

### Возвращение короля. Отречение
К тому времени Бельгия уже была освобождена союзниками, и её правительство запретило Леопольду как коллаборационисту возвращаться на родину (хотя формально он не был низложен). С 1944 года было установлено регентство брата Леопольда, принца Шарля. В 1946 году следственная комиссия нашла Леопольда невиновным в сотрудничестве с нацистами. В 1950 году был проведён референдум о его будущем, и 57 % избирателей проголосовало за возвращение.
Король прибыл в Брюссель и возобновил правление, однако общество раскололось между социалистами и валлонами, выступавшими против короля, и христианскими демократами и фламандцами, поддерживавшими его. Начались столкновения на политической и национальной почве, забастовки; страна оказалась под угрозой гражданской войны. В этих условиях 16 июля 1951 года Леопольд III отрёкся от престола в пользу ставшего совершеннолетним к тому времени сына Бодуэна I.

### Последние годы
До конца жизни он титуловался принцем Бельгийским и герцогом Брабантским, хотя неформально его продолжали называть королём. На покое экс-монарх занялся социальной антропологией и при участии (с 1954 года) его советника Эрнста Шефера объездил весь мир. В Сенегале он критиковал процесс деколонизации. Умер 25 сентября 1983 года в Волюве-Сен-Ламбере после неотложной операции на сердце на 82-м году жизни. Похоронен в королевском склепе в Лакене рядом с женой Астрид, а в 2002 году там же похоронена и вторая его жена Лилиан.

## Браки и дети
В 1926 году принц Леопольд женился на принцессе Астрид Шведской (1905—1935). В браке родились:
- Жозефина-Шарлотта (1927—2005) — с 1953 года супруга великого герцога Люксембурга Жана (1921—2019);
- Бодуэн I (1930—1993);
- Альберт II (род. 1934).

В 1941 году король Леопольд III заключил тайный морганатический брак с Лилиан Байльс (1916—2002), которая позднее получила титул принцессы де Рети. В браке родились:
- принц Александр (1942—2009);
- принцесса Мария-Кристина (род. 1951);
- принцесса Мария-Эсмеральда (род. 1956).

Потомство Леопольда III от второго брака носит титул принцев, но не имеет права на престол.